# Edwardsia octoplax
Edwardsia octoplax är en havsanemonart som först beskrevs av Sluiter 1889.  Edwardsia octoplax ingår i släktet Edwardsia och familjen Edwardsiidae. Inga underarter finns listade i Catalogue of Life.